# Severinus, Exuperius und Felicianus
Severinus, Exuperius und Felicianus († 170 in Vienne) waren christliche Märtyrer und Heilige.
Das Martyrium der drei Christen erfolgte in Vienne in Gallien unter Kaiser Mark Aurel. Gedenktag der Heiligen ist der 19. November.